# Grand Larousse encyclopédique

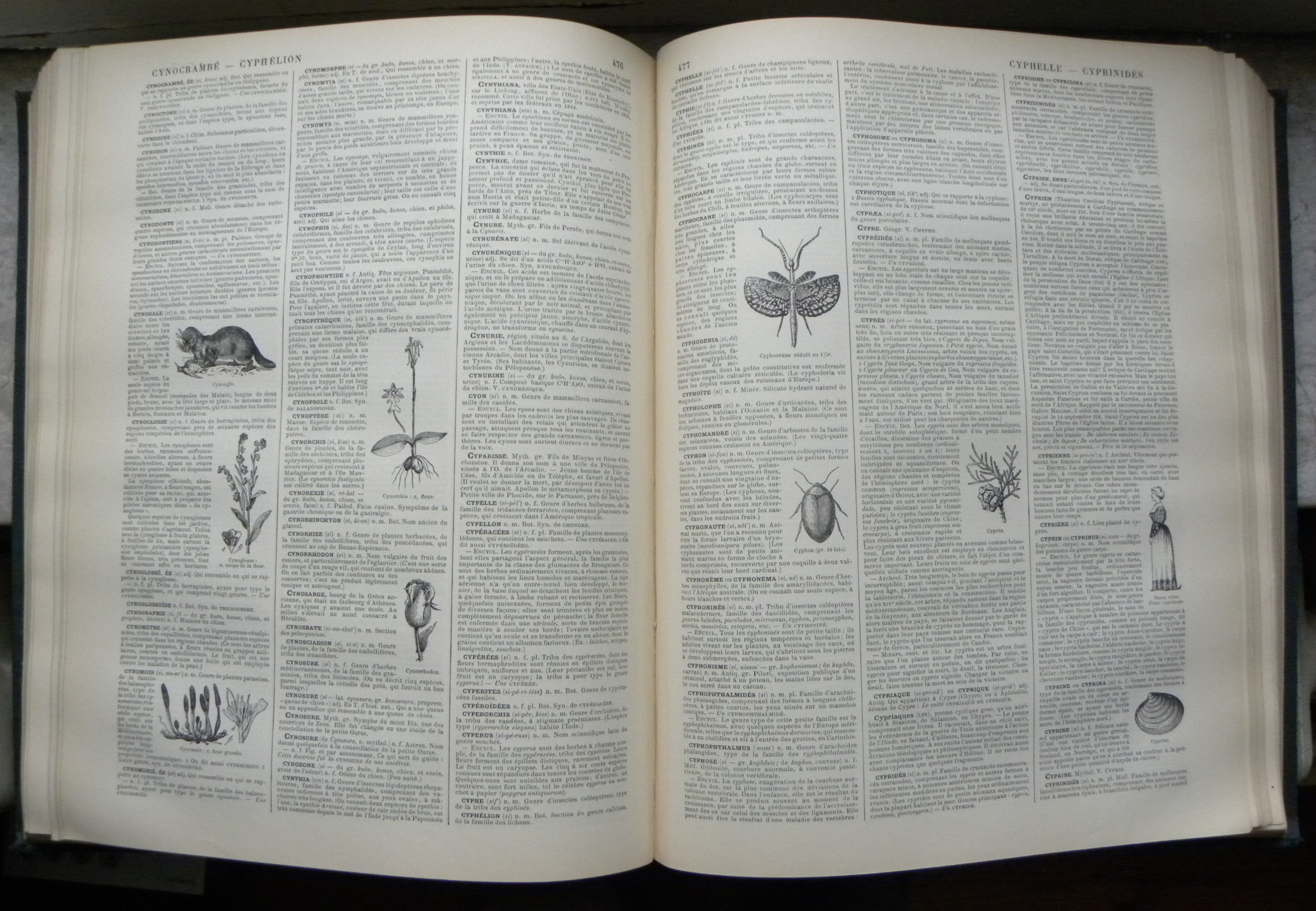
Página de la Gran Enciclopedia Larousse.

La Grand Larousse encyclopédique en dix volúmenes (en español: Gran enciclopedia Larousse en diez volúmenes) es un diccionario enciclopédico francés publicado por Larousse entre febrero de 1960 y agosto de 1964, con dos suplementos posteriores que actualizaban el contenido a 1975.
Es a la vez un diccionario, que se centra en el estudio y la presentación de las palabras, y una enciclopedia, que cubre todas las ramas del conocimiento. En 1971, Larousse comenzó a publicar la "Grande Encyclopédie Larousse" de 20 volúmenes, mucho más grande, con entradas de diccionario funcionales disminuidas, y artículos de enciclopedia regulares ampliamente expandidos.

## Versión en línea
En mayo de 2008, Larousse lanzó su enciclopedia en línea. Además del contenido verificado de la enciclopedia en papel, está abierto a colaboradores externos. Cada artículo está firmado por un único autor que sigue siendo el único autorizado para realizar modificaciones.